# Municipio de Smithfield (Iowa)
El municipio de Smithfield (en inglés: Smithfield Township) es un municipio ubicado en el condado de Fayette en el estado estadounidense de Iowa. En el año 2010 tenía una población de 250 habitantes y una densidad poblacional de 2,67 personas por km².

## Geografía
El municipio de Smithfield se encuentra ubicado en las coordenadas 42°46′27″N 91°47′4″O / 42.77417, -91.78444. Según la Oficina del Censo de los Estados Unidos, el municipio tiene una superficie total de 93.53 km², de la cual 93,53 km² corresponden a tierra firme y (0 %) 0 km² es agua.

## Demografía
Según el censo de 2010, había 250 personas residiendo en el municipio de Smithfield. La densidad de población era de 2,67 hab./km². De los 250 habitantes, el municipio de Smithfield estaba compuesto por el 98,8 % blancos, el 0,4 % eran afroamericanos, el 0,8 % eran asiáticos. Del total de la población el 0 % eran hispanos o latinos de cualquier raza.